# Cary Middlecoff
Emmett Cary Middlecoff (Halls, 6 de janeiro de 1921 – 1 de setembro de 1998) foi um golfista estadunidense que disputou o PGA Tour de 1947 até 1961. Suas quarenta vitórias no Tour o colocam em décimo lugar, além de ter ganhado três grandes campeonatos. Middlecoff se formou como dentista, mas desistiu de sua prática aos 26 anos para se tornar um golfista do circuito da Associação de Profissionais de Golfe (PGA) em tempo integral.